# Auto-Fauteuil

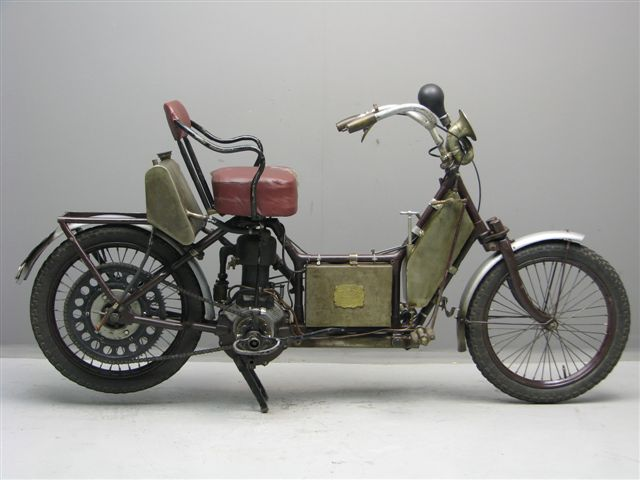
Auto-Fauteuil 490cc-zijklepper uit 1908 met een eigen watergekoelde motor

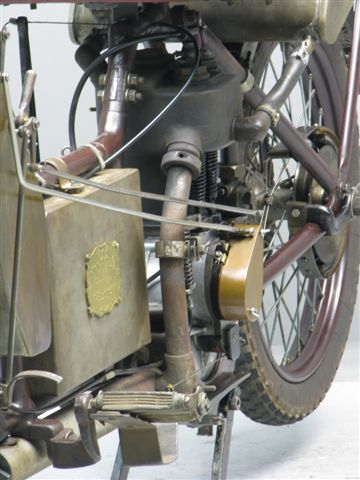
De uitlaat als voetverwarming

Auto-Fauteuil is een historisch Frans motorfietsmerk.
Onder dit merk bouwde George Gauthier in Blois van 1902 tot 1920 motorfietsen, waarbij in sommige gevallen een eencilinder zijklepmotor van Aster vlak voor het achterwiel lag.
Vaak werden echter motorblokken van De Dion-Bouton uit Puteaux gebruikt. Deze motoren waren leverbaar in een luchtgekoelde 3pk- en een watergekoelde 3½pk-versie. Vanaf ca. 1906 gebruikte Gauthier eigen motorblokken, die in verschillende versies leverbaar waren: met magneet- of accu-bobineontsteking en met lucht- of waterkoeling.
Boven de motor was een luxe zetel aangebracht, compleet met armleuningen. Aan deze "fauteuil" dankte het voertuig zijn naam.
Gauthier vond dat zijn machine de voordelen van zowel een auto als een motorfiets in zich verenigde, zonder de nadelen van beide voertuigen. Door toepassing van kleine wielen werd een laag zwaartepunt verkregen, maar ook een lage instap, waardoor geestelijken, die nadrukkelijk tot de klantenkring werden gerekend, er gebruik van konden maken. De machine werd met een slinger gestart en had een koppeling. Een middenbok zorgde er mede voor dat de Auto-Fauteuil zijn tijd ver vooruit was. Na de Eerste Wereldoorlog was de machine tamelijk gedateerd, maar Gauthier bood aan alle ooit geproduceerde Auto-Fauteuils te moderniseren. Nog een aardig detail was de uitlaat, die als voetenverwarming kon dienen.